# Dycladia anduzei
Dycladia anduzei là một loài bướm đêm thuộc phân họ Arctiinae, họ Erebidae.